# Shogakukan
Shogakukan Inc. (japanska: 株式会社小学館 Hepburn: Kabushiki-gaisha Shōgakukan?) är ett japanskt förlag med säte i Chiyoda, Tokyo. Shogakukan grundades den 8 augusti 1922 av Takeo Ōga och publicerar främst serietidningar, tidskrifter, lättromaner, uppslagsverk, filmer och musik. Shogakukan grundade Shueisha, som i sin tur grundade Hakusensha; dessa tre bolag är fristående men ingår samtliga i Hitotsubashi Group.